# Coryphantha maliterrarum
Coryphantha maliterrarum ist eine Pflanzenart in der Gattung Coryphantha aus der Familie der Kakteengewächse (Cactaceae). Das Artepitheton maliterrarum  leitet sich von den lateinischen Worten malus für ‚schlecht‘ sowie terra für ‚Land‘ ab und verweist auf das Vorkommen der Art in den Badlands.

## Beschreibung
Coryphantha maliterrarum wächst zunächst einzeln und bildet im Alter Gruppen. Die leicht niedergedrückt kugelförmigen, trüb graugrünen Triebe erreichen bei Durchmessern von 10 Zentimetern Wuchshöhen von bis zu 11 Zentimeter. Die bis zu 12 Millimeter langen, festen, konischen Warzen sind zu ihrer Spitze hin kantig. Im Alter werden sie etwas rhomboid. Die Axillen sind anfangs mit weißer Wolle besetzt und verkahlen später. Nektardrüsen sind nicht vorhanden. Der meist einzelne kräftige, schwarze Mitteldorn, der gelegentlich auch fehlen kann, vergraut im Alter. Er ist pfriemlich, steif, abwärts gebogen und bis zu 1,5 Zentimeter lang. Die zwölf bis 14 dünnen, pfriemlichen, geraden bis leicht gebogenen Randdornen sind schmutzig weiß, besitzen eine dunklere Spitze und sind 1,2 bis 1,5 Zentimeter lang.
Die zitronengelben Blüten  erreichen Durchmesser von 4 bis 5 Zentimeter. Die verkehrt eiförmigen Früchte sind graugrün.

## Verbreitung und Systematik
Coryphantha maliterrarum ist im mexikanischen Bundesstaat Querétaro in Badland-Formationen auf gipsreichen Böden in Höhenlagen von 1600 Metern verbreitet. 
Die Erstbeschreibung durch Lewis Bremer wurde 1984 veröffentlicht. Reto F. Dicht und Adrian D. Lüthy behandelten Coryphantha maliterrarum 2001 als taxonomisches Synonym von Coryphantha cornifera.

## Nachweise